# Município de Rushcreek (condado de Logan, Ohio)
O município de Rushcreek (em inglês: Rushcreek Township) é um município localizado no condado de Logan no estado estadounidense de Ohio. No ano de 2010 tinha uma população de 2.221 habitantes e uma densidade populacional de 17,48 pessoas por km².

## Geografia
O município de Rushcreek encontra-se localizado nas coordenadas 40° 27′ 35″ N, 83° 39′ 56″ O. Segundo o Departamento do Censo dos Estados Unidos, o município tem uma superfície total de 127.07 km², da qual 126,94 km² correspondem a terra firme e (0,1 %) 0,13 km² é água.

## Demografia
Segundo o censo de 2010, tinha 2.221 habitantes residindo no município de Rushcreek. A densidade populacional era de 17,48 hab./km². Dos 2.221 habitantes, o município de Rushcreek estava composto pelo 97,79 % brancos, o 0,18 % eram afroamericanos, o 0,41 % eram amerindios, o 0,32 % eram asiáticos, o 0,18 % eram de outras raças e o 1,13 % eram de uma mistura de raças. Do total da população o 0,54 % eram hispanos ou latinos de qualquer raça.